# Wysokie Jezioro (Pojezierze Kaszubskie)
Wysokie Jezioro (inne nazwy: Wycztok, Wysoka, Wytczok) – jezioro przepływowe na Pojezierzu Kaszubskim w powiecie wejherowskim (województwo pomorskie). Jest jeziorem polodowcowym w kształcie rynny. Jezioro służy głównie rekreacji mieszkańców pobliskiego Trójmiasta. Z jeziora wypływa rzeka Gościcina.
Ogólna powierzchnia: 54,9 ha